# Sfera armillare (Santucci)

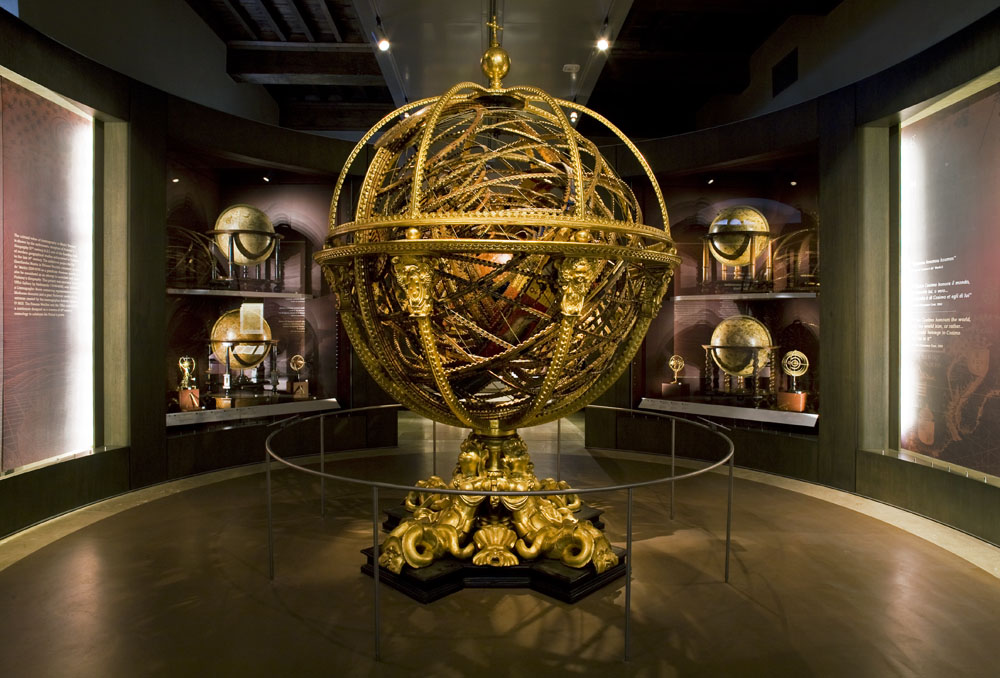
La Sala III del Museo Galileo, con al centro la sfera armillare del Santucci.

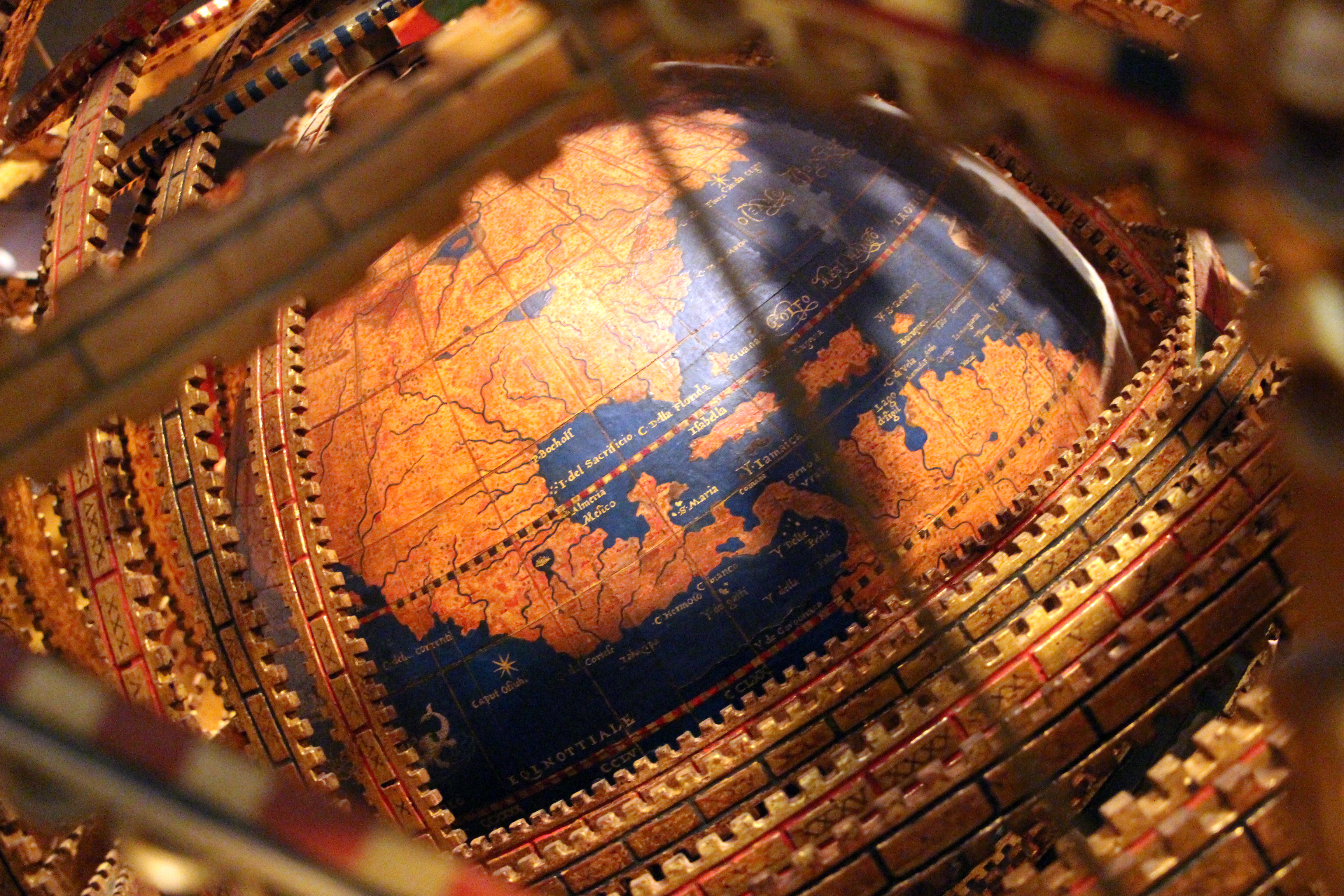
Dettaglio della sfera armillare del Santucci.

La sfera armillare del Santucci è una sfera armillare conservata al Museo Galileo di Firenze, la più grande esistente al mondo.

## Storia
Iniziata il 4 marzo 1588 e terminata il 6 maggio 1593, questa grande sfera armillare, proveniente dalle collezioni medicee, venne costruita sotto la direzione di Antonio Santucci, per volere di Ferdinando I de' Medici. La sfera rappresenta la "macchina universale" del mondo secondo le concezioni elaborate da Aristotele e perfezionate da Tolomeo. Essa presenta al centro il globo terrestre. Sorprende che su questo siano raffigurati anche territori che risultavano all'epoca poco conosciuti.
Restaurata nell'Ottocento da Ferdinando Meucci, essa risulta oggi incompleta ed incongruente in certe sue parti. La sfera, le cui parti lignee sono riccamente dipinte e ricoperte di foglie di oro zecchino, poggia su una base con quattro sirene, pesantemente restaurate nell'Ottocento.
La sua complessa struttura fu descritta da una relazione di Benedetto Fedini.

Questo esemplare è analogo ad un altro, di dimensioni più piccole, costruito dal Santucci nel 1582 per il re di Spagna Filippo II, oggi conservato nella biblioteca dell'Escorial.
Molto di moda fra i governanti e i nobili del Rinascimento, le sfere armillari non erano solamente un oggetto di studio, ma anche delle opere d'arte da collezione.